# Freestyle Frisbee

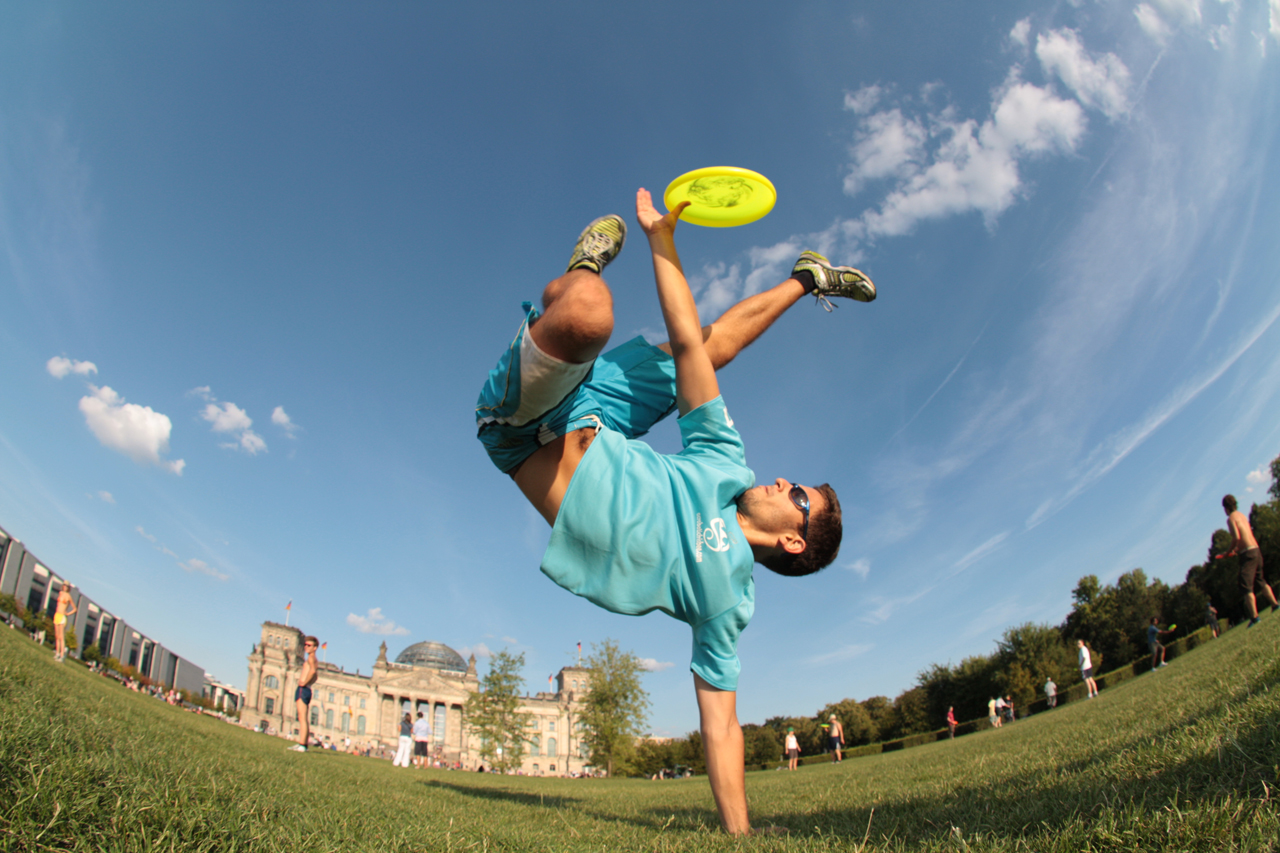
Handstand-Catch

Beim Freestyle Frisbee führen ein oder mehrere Spieler möglichst originelle oder schwierige Tricks mit der Scheibe aus. Diese Tricks können sich aus verschiedenen Bewegungselementen zusammensetzen. Die wichtigsten sind:
Beim Delay wird die rotierende Scheibe auf einem oder mehreren Fingernägeln ausbalanciert. Beim Body-Roll rollt die Scheibe über Arme, Beine oder andere Körperteile des Spielers. Beim Brush wird die Rotation der Scheibe durch Schlagen mit der Hand oder dem Fuß verstärkt. Mit dem Catch schließlich wird die Scheibe z. B. unter dem Bein, hinter dem Kopf oder hinter dem Rücken gefangen. Tricks mit mehreren Spielern nennt man Coop.
Die Ausführung dieser Bewegungselemente ist nicht starr festgelegt, sondern der Kreativität des Spielers überlassen.
In Wettkämpfen wird Freestyle Frisbee als Kür zu Musik durchgeführt. Jedes Team besteht aus zwei bis drei Spielern. Bewertet werden Schwierigkeit, Ausführung und künstlerischer Ausdruck nach einem Punktesystem.